# 察吾乎古墓群
察吾乎古墓群是位于新疆维吾尔自治区巴音郭楞蒙古自治州和静县的公元前十世纪至五世纪的古墓群。

## 地理信息
察吾乎古墓群地处和静县察吾乎沟的洪积台地上，和静县城西北边大约30公里处，乌拉斯台沟口东部约15千米，巴音布鲁克东南边。骆驼刺、麻黄等耐干旱植物生长在这里。

## 古墓信息
察吾乎古墓群分布在洪积台地方圆5公里内，分为1号至8号墓地共约2000余座墓葬，其中已发掘的墓葬692座。察吾乎古墓群的一个重要特征是分祭坛区和墓葬区。墓葬形制共五种，分别是两面砌石的竖穴石室墓、三面砌石的竖穴石室墓、四面砌石的竖穴石室墓、带斜坡墓道的竖穴石室墓、竖穴土坯墓。

### 一号墓地
一号墓地处在察吾乎沟口的一处海拔为1340米台地上。墓地南北长大概250米，东西宽100米左右。墓地北三十多米的山头上有祭坛遗址。一号墓地最早距今约3000至2500年，也就是西周至春秋早期。该墓地延续使用时间约300年。
一号墓地特点有：石围或石堆标志在墓地地面上、墓室的主要材料是卵石、多人二次合葬墓占多数、周围有儿童墓以及带流罐等为随葬陶器。

### 二号墓地
二号墓地位于察吾乎沟口南约3公里处，南北长大概750米，东西宽300米左右，共分布有122座墓葬。二号墓一些与一号墓特点类似如卵石砌筑，主要实行多人二次合葬，儿童墓等。但与一号墓不同的是少见盖板，带流陶器减少，彩陶退化；小件铜器多；铁器明显增多。二号墓大概公元前635一45年，比一号墓稍晚，应处在春秋中晚期。

### 三号墓地
三号墓地被一约40米浅沟分为东、西两片。其中东片南北长170米左右，东西宽大概10米，墓葬246座。西片南北长大概80米，东西宽60米左右，墓葬92座。三号墓地与一、二号墓内涵特征并不类似。墓葬均为长方形竖穴土坑或洞室墓,有木框或木棺葬具,是单人一次葬,随葬陶器甚少。无儿童祔葬坑。据推断，该墓除少数墓穴较早外，大部分为公元后145年之内,正当东汉前期,且出土一枚流行于王莽时期和东汉前期的规矩禽兽纹镜,。因此,三号墓地的年代可以定为东汉前期。

### 四号墓地
察吾呼沟口四号墓地位于察吾呼沟沟口北侧,呈长方形,南北长165米左右，东西宽大概65至80米。共清理墓葬248座,出土大量的陶、铜、木、银器和毛织品等文物。其年代为公元前1000年至前500年。四号墓地的两组祭坛遗址分布在墓地的东北部的山腰处。

## 出土文物
古墓群共出土超过5000件文物。其中值得注意的有两件龙纹铜镜，是新疆目前已知的最早的龙型器物。作调药治病的小木杯证明当时人们已经初懂医药知识。男性多有武器陪葬而女性陪葬物多为纺轮证明了当时已经有家庭分工。

## 意义
在1983年第一次对察吾乎古墓群进行考古工作后，确定了其为察吾乎沟口文化（察吾乎文化）并被学术界普遍公认。察吾乎沟口文化目前包括察吾乎沟口一、二、四、五号墓地，哈布其罕一号墓地以及拜勒其尔墓地组成的察吾乎沟口类型，群巴克一、二号墓地、克孜尔水库墓地、上户乡墓葬组成的群巴克类型。扎滚鲁克一号墓、加瓦艾日克墓地、圆沙古城及其墓葬、包孜东墓葬组成的扎滚鲁克类型。